# Senát Národního shromáždění ČSR
Senát Národního shromáždění byla horní komora Národního shromáždění (parlamentu) Československé republiky v letech 1920–1939.
Prvorepublikový senát Národního shromáždění sídlil v Thunovském paláci ve Sněmovní ulici v Praze na Malé Straně, v prostorách dřívějšího zemského sněmu a pozdější České národní rady a poté Poslanecké sněmovny Parlamentu České republiky.

## Vznik a složení
Předchůdkyní prvorepublikového senátu Národního shromáždění ČSR byla Panská sněmovna rakousko-uherské Říšské rady.
Dne 29. února 1920 byla přijata ústava, která po vzoru Rakouska-Uherska, Francie a USA předjímala dvoukomorový parlament. Skládal se z poslanecké sněmovny se 300 členy a 150 členného senátu. Obě komory byly usnášeníschopné za přítomnosti aspoň třetiny všech členů. K platnosti usnesení pak bylo potřeba nadpoloviční většiny přítomných. Nikdo nemohl být zároveň členem obou komor. 
Do obou komor se volilo podle všeobecného, rovného, přímého, tajného hlasovacího práva poměrným systémem ve vícemandátových volebních obvodech (bez uzavírací klauzule). Volební období senátu bylo stanoveno na 8 let. Délka volebních období nebyla v praxi dodržována, jelikož vždy došlo prezidentem k rozpuštění a volby do obou komor se konaly společně. Senátorem mohl být zvolen občan starší 45 let, který byl aspoň 10 let státním občanem Československé republiky. Právo resp. povinnost volit senátory příslušela občanu staršímu 26 let, který mohl volit do poslanecké sněmovny.
První volby do senátu se konaly v květnu 1920.

### Volební kraje
Volební kraje do senátu byly definovány výčtem volebních krajů poslanecké sněmovny ze kterých se skládaly (většinou dvojicí, výjimečně jedním nebo třemi):
|                    |                        |                        |         |
| Volební kraj       | Sídlo                  | Sněmovní volební kraje | Mandátů |
| Volební kraj I.    | Praha                  | volební kraj IA        | 23      |
| Volební kraj I.    | Praha                  | volební kraj IB        | 23      |
| Volební kraj II.   | Hradec Králové         | volební kraj II        | 11      |
| Volební kraj II.   | Hradec Králové         | volební kraj III       | 11      |
| Volební kraj III.  | Mladá Boleslav         | volební kraj IV        | 15      |
| Volební kraj III.  | Mladá Boleslav         | volební kraj V         | 15      |
| Volební kraj IV.   | Louny                  | volební kraj VI        | 14      |
| Volební kraj IV.   | Louny                  | volební kraj VII       | 14      |
| Volební kraj V.    | Plzeň                  | volební kraj VIII      | 15      |
| Volební kraj V.    | Plzeň                  | volební kraj IX        | 15      |
| Volební kraj VI.   | Brno                   | volební kraj XI        | 17      |
| Volební kraj VI.   | Brno                   | volební kraj XIII      | 17      |
| Volební kraj VII.  | Moravská Ostrava       | volební kraj X         | 16      |
| Volební kraj VII.  | Moravská Ostrava       | volební kraj XI        | 16      |
| Volební kraj VII.  | Moravská Ostrava       | volební kraj XIV       | 16      |
| Volební kraj VIII. | Turčanský Svatý Martin | volební kraj XV        | 10      |
| Volební kraj VIII. | Turčanský Svatý Martin | volební kraj XII       | 10      |
| Volební kraj IX.   | Svatý Mikuláš          | volební kraj XVIII     | 7       |
| Volební kraj IX.   | Svatý Mikuláš          | volební kraj XIX       | 7       |
| Volební kraj X.    | Prešov                 | volební kraj XXI       | 5       |
| Volební kraj XI.   | Nové Zámky             | volební kraj XVI       | 9       |
| Volební kraj XI.   | Nové Zámky             | volební kraj XX        | 9       |
| Volební kraj XII.  | Užhorod                | volební kraj XXII      | 4       |

### Volby a rozdělení mandátů
- 1920 (seznam senátorů)

| 41    | 16   | 10   | 3     | 18  | 14    | 7                   | 10   | 28      |
| ČSDSD | DSAP | ČSNS | ČsŽiv | ČSL | RSZML | Autonomistický blok | ČsND | ostatní |

- 1925 (seznam senátorů)

| 12  | 3     | 5   | 7   | 9    | 20  | 14    | 6     | 23    | 7    | 16  | 14   | 12   | 2       |
| BdL | NDSAP | DNP | DCV | DSAP | KSČ | ČSDSD | ČsŽiv | RSZML | ČsND | ČSL | ČSNS | HSĽS | ostatní |

- 1929 (seznam senátorů)

| 9             | 4     | 6           | 6   | 11   | 15  | 20    | 24    | 8    | 13  | 16   | 9    | 6     | 3       |
| DW (BdL+DAWG) | NDSAP | OKP MNP ZdP | DCV | DSAP | KSČ | ČSDSD | RSZML | ČsND | ČSL | ČSNS | HSĽS | ČsŽiv | ostatní |

- 1935 (seznam senátorů)

| 23  | 16  | 20    | 6    | 14   | 8     | 6           | 3   | 11  | 23    | 11        | 9   |
| SdP | KSČ | ČSDSD | DSAP | ČSNS | ČsŽiv | OKP MNP ZdP | DCV | ČSL | RSZML | AB (HSĽS) | NSj |

## Pravomoci
- Zákonodárná pravomoc
  - Navrhuje, schvaluje a zamítá zákony (§ 41, 43 a 44  ústavní listiny)
    - Poslanecká sněmovna může senátní veto přehlasovat nadpoloviční většinou všech svých členů. Zamítl-li senát tříčtvrtinovou většinou svých členů návrh přijatý v poslanecké sněmovně, musí poslanecká sněmovna senát přehlasovat třípětinovou většinou všech svých členů.
    - Zamítne-li poslanecká sněmovna senátní návrh může toto veto senát přehlasovat nadpoloviční většinou všech svých členů a vrátit své usnesení znovu poslanecké sněmovně. Zamítne-li poslanecká sněmovna usnesení senátu nadpoloviční většinou všech svých členů po druhé tak je návrh zamítnut.

  - Společně s poslaneckou sněmovnou může přehlasovat prezidentské veto (nadpoloviční většinou všech svých členů, § 48 ústavní listiny)
    - Nedojde-li ke shodě obou komor, může prezidentské veto přehlasovat poslanecká sněmovna třípětinovou většinou všech svých členů.

  - Schvaluje ústavní zákony (není možné jej poslaneckou sněmovnou přehlasovat, § 42 ústavní listiny)
  - Nevyjádření se v předepsaných lhůtách je považováno za souhlas s návrhem (§ 43 ústavní listiny, neplatí pro ústavní zákony)
- Kontrola moci výkonné
  - Interpeluje členy vlády (§ 40 a 52 ústavní listiny)
- Schvaluje vypovězení války (nutná třípětinová většina všech členů v každé sněmovně, § 33 ústavní listiny)
- Volba prezidenta republiky (na společné schůzi senátu a poslanecké sněmovny)
- Senátu přísluší právo soudit obžalobu vzešlou z poslanecké sněmovny: 
  - prezidenta republiky pro velezradu (§ 67 ústavní listiny),
  - člena vlády pro porušení ústavních a jiných zákonů (§ 79 ústavní listiny).

## Role senátu
Vzhledem ke stejnému volebnímu systému a současnému ukončování volebního období obou komor bylo politické rozložení obou komor prakticky stejné, a tak senát nemíval jiný názor než poslanecká sněmovna. Rozhodující politické půtky se odehrávaly na poslanecké půdě a senát došlé zákony jen víceméně automaticky schvaloval. Výjimku tvořily dva případy, v nichž senátoři plnili úlohu parlamentní pojistky. V roce 1920 socialističtí poslanci prosadili značný rozpočtový schodek, načež vláda pohrozila demisí. Senát nato ale deficitní rozpočet odmítl a dal tak možnost svým kolegům ze sněmovny hlasovat odlišně. V roce 1926 došlo k parlamentní krizi, během níž se rozpadla koalice občanských stran se socialisty a parlament nebyl schopen schválit jediný zákon. Na půdě senátu se dohodla koalice československých občanských stran s německou pravicí a slovenskými klerikály a po překonání krize v poslanecké sněmovně byla vytvořena první vláda, na které se zúčastnily jak etnicky československé, tak německé strany.
| „                    | Tolik tedy vidíme, že tento senát jest zbytečný. Senát má býti podle theorie obranou proti despotismu dolní sněmovny. Ale kdyby naše sněmovna náhle jednou zahořela despotickým zápalem, náš senát, kost z její kosti, by jí v tom nezabránil, nýbrž po důrazném a důstojném rozkladu svého předsedy o rovnoprávnosti obou sněmoven bral by na onom despotismu živý podíl. Senátoři i poslanci pocházejí z týchž kruhů, jsou voleni týmž způsobem (jakýsi rozdíl ve stáří volících i volených nemůže tu hráti role, neboť pět nebo deset let není dostatečnou ochranou proti pošetilosti), a hlavně mají stejné zájmy a jsou závislí týmž způsobem na týchž stranách: z jakých důvodů tedy měly by se v mozku jedněch roditi jiné myšlenky než v mozku druhých? | “ |
| — Ferdinand Peroutka | |   |

Předpověď Ferdinanda Peroutky se naplnila na sklonku roku 1938, kdy stálý výbor Národního shromáždění, složený z poslanců i senátorů, v rozporu s ústavou a bez náhrady zrušil téměř sto poslaneckých a senátorských mandátů. Následně se příslušníci obou komor parlamentu podíleli na „zjednodušení politického systému“, kdy byly některé politické strany zakázány (KSČ) a jiné sloučeny do jedné vládnoucí (Strana národní jednoty) a jedné opoziční strany (Národní strana práce); strany národnostních menšin měly mít status pozorovatele. Posléze také zmocňovacím zákonem senát spolu se sněmovnou převedl část zákonodárné moci na vládu a prezidenta, čímž uskutečnil přechod od parlamentní demokracie k protofašistickému autoritativnímu režimu (viz druhá republika).

## Seznam předsedů a místopředsedů
| Č. | Osoba            | Foto | V úřadu od         | V úřadu do         | Subjekt   | Místopředsedové senátu |
| -- | ---------------- | ---- | ------------------ | ------------------ | --------- | --- |
| 1. | Cyril Horáček    |      | 26. května 1920    | 13. července 1920  | RSČV      | František Soukup • Václav Klofáč • Josef Kadlčák • Wilhelm Niessner |
| 2. | Karel Prášek     |      | 13. července 1920  | 14. února 1924     | RSZML     | František Soukup • Václav Klofáč • Josef Kadlčák • Wilhelm Niessner |
| 3. | Václav Donát     |      | 14. února 1924     | 18. února 1926     | RSZML     | 1924 František Soukup • Václav Klofáč • Josef Kadlčák • Wilhelm Niessner 1924–1925 František Soukup • Václav Klofáč • František Valoušek • Wilhelm Niessner • Bohuslav Franta 1925–1926 František Soukup • Václav Klofáč • František Valoušek • Wilhelm Niessner • Jaroslav Brabec |
| 4. | Václav Klofáč    |      | 18. února 1926     | 30. listopadu 1926 | ČSNS      | Václav Donát • Mořic Hruban • František Soukup • Wilhelm Niessner • Jaroslav Brabec |
| 5. | Mořic Hruban     |      | 30. listopadu 1926 | 12. prosince 1929  | ČSL       | Václav Klofáč • Václav Donát • František Soukup • Josef Böhr • Jaroslav Brabec • Karol Krčméry |
| 6. | František Soukup |      | 12. prosince 1929  | 21. března 1939    | ČSDSD NSP | 1929–1935 Václav Klofáč • Václav Donát • Mořic Hruban • Karl Heller • Jozef Buday • Emanuel Trčka Josef Luksch • Vilém Votruba • Josef Kahler 1935–1939 Václav Klofáč • Václav Donát • Mořic Hruban • Karl Heller • Jozef Buday • Otakar Bas                                       |